# Stretch (álbum)
Stretch es el siguiente álbum de Scott Walker editado en 1973. Este disco ha sido reeditado junto con We Had It All, trabajo después de este, a través de BGO Records en formato CD.

## Lista de temas
| Lado uno |                               |                           |          |  |
| N.º      | Título                        | Escritor(es)              | Duración |  |
| 1.       | «Sunshine»                    | Mickey Newbury            | 4:27     |  |
| 2.       | «Just One Smile»              | Randy Newman              | 4:23     |  |
| 3.       | «A Woman Left Lonely»         | Spooner Oldham, Dan Penn  | 3:22     |  |
| 4.       | «No Easy Way Down»            | Gerry Goffin, Carole King | 4:37     |  |
| 5.       | «That's How I Got to Memphis» | Tom T. Hall               | 3:10     |  |

| Lado dos |                          |                |          |  |
| N.º      | Título                   | Escritor(es)   | Duración |  |
| 6.       | «Use Me»                 | Bill Withers   | 4:19     |  |
| 7.       | «Frisco Depot»           | Mickey Newbury | 3:46     |  |
| 8.       | «Someone Who Cared»      | Del Newman     | 2:58     |  |
| 9.       | «Where Does Brown Begin» | Jimmy Webb     | 4:35     |  |
| 10.      | «Where Love Has Died»    | Jim Owen       | 2:23     |  |
| 11.      | «I'll Be Home»           | Randy Newman   | 3:24     |  |

## Detalles de lanzamiento
| País        | Fecha | Discográfica | Formato | Catálogo |                            |
| Reino Unido | 1973  | CBS Records  | Vinilo  | 65725    |                            |
|             | 1973  | CBS Records  | Casete  | 40-55725 |                            |
|             | 1997  | BGO Records  | CD      | BGOCD358 | Coupled with We Had It All |